# 唐話番字初學
《唐話番字初學》（英語：Introduction to Amoy Alphabets）為清朝咸豐2年（1852年）由打馬字牧師在廈門刊行，以拉丁字母聯缀切音的廈門音白話字初學指南書籍。是一本早期的白話字教科書，也是閩南語拉丁字母的正寫法學習教材。全書15頁，最初主要目的為輔助閱讀白話字聖經。書名「唐話」指廈門音閩南語，而「番字」指所用的拉丁字母。「唐話番字」意即以拉丁字母所編寫的廈門音白話字。

## 緣起與譯作
此書緣起於1850年于厦門，由打馬字、羅啻（Rev. Elihu Doty）、養雅各（Dr. James Young）等宣教師，在一起商量考案出來的一套使用拉丁字母之厦門音白話字的文字系統，再於1852年由打馬字牧師編撰成書。並以此作基礎將聖經路得記(1853年)、路加福音(1866年)、約翰壹書、約翰貳書與約翰叁書（1870年）、加拉太書、腓立比書、歌羅西書（1871年）、馬太福音（1872年）、羅馬書等聖經篇章翻譯為白話字，並及於《台灣府城教會報》。

## 延伸著作
另有在1894年打馬字牧師死後二年才出版的《廈門音字典》（E-mng Im ê Jī-tián），是一本打馬字牧師依《唐話番字初學》進一步使用白話字註記編排的字典，書名亦用白話字書寫。

## 參閲
- 《廈門音个字典》

## 外部連結
- 賴永詳講書（页面存档备份，存于）